# Fungiacyathus pliciseptus
Espèce
Statut CITES
Fungiacyathus pliciseptus est une espèce de coraux appartenant à la famille des Fungiacyathidae.